# Sarolt
Sarolt (* um 950; † um 1008) war eine ungarische Prinzessin und von 971 bis 997 als Gemahlin des Großfürsten Géza von Ungarn Großfürstin von Ungarn. 

## Name
Ihr Name Sarolt (Sar-oldu) ist türkischen Ursprungs und bedeutet "weißes Wiesel". Von der slawischen Bevölkerung wurde sie auch als "Beleknegini" bezeichnet, was so viel wie "weiße Königin" bedeutet.

## Leben
Sie war eine Tochter von Gyula von Siebenbürgen und wurde wahrscheinlich in  östlich-orthodoxem Glauben erzogen. Sarolt übte angeblich einen starken Einfluss auf ihren Mann aus, der sich auch auf die Regierungsgeschäfte ausdehnte. Nach dem Tod ihres Mannes im Jahre 997 erhob der Nächstälteste Koppány von Somogy (Cousin von Géza) nach der Tradition des Senioratsprinzips Anspruch auf die Führung der Magyaren. Neben der Macht konnte er auch die Verehelichung mit der Witwe beanspruchen. Er zog mit einem Heer nach Veszprém, wo Sarolt residierte, wurde jedoch bei den Kämpfen um das Erbe getötet und Sarolts Sohn, König Stephan (István) der Heilige wurde kurz darauf zum ersten König von Ungarn gekrönt.